# 구운몽

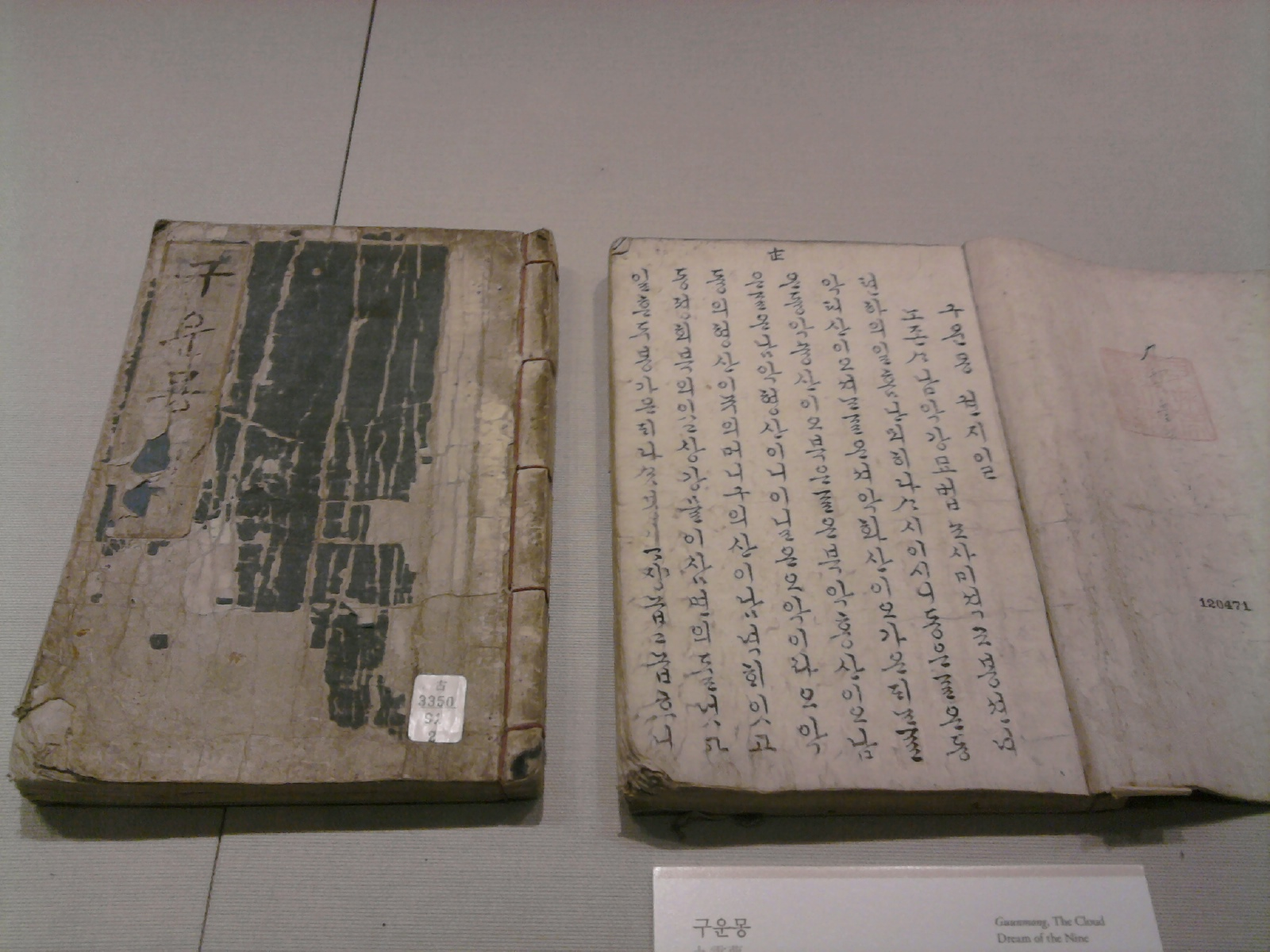

《구운몽》(九雲夢)은 서포 김만중이 1687년 선천 유배 시절 어머니 윤씨 부인의 한가함과 근심을 덜어주기 위하여 지었다고 전해지는 한국 고전 한글소설의 대표 작품이다.
현재 전하는 판본 가운데 가장 오래된 것은 서울대학교 도서관 소장본인 4권 4책으로 된 국문필사본이다.

## 특징
유교, 도교, 불교 등 한국인의 사상적 기반이 총체적으로 반영되어 있으며 불교의 공(空)사상이 중심을 이루고 있다. 성진이라는 불제자가 하룻밤의 꿈 속에서 온갖 부귀 영화를 맛보고 깨어나, 인간의 부귀영화는 일장춘몽에 불과하다는 것을 느껴 불법에 귀의하게 된다는 내용이다. <옥루몽>, <옥련몽>과 같은 조선시대 몽자류 소설의 효시에 해당한다. 중국으로 소개되어 청대에 구운루라는 소설로 다시 등장하기도 하였다. 현재 고등학교 국어(하) 교과서에는 그 내용이 옛 한글을 지금 한글로 옮긴 해석본으로 일부 등재되어 있으며, 한국방송통신대학교 국어국문학과 3학년 1학기 《고전소설강독》교과서에는 옛 한글로 쓴 소설이 전부 실려 있다. 잔치의 옛 말인 모꼬지라는 말이 나오는 등 옛 한글을 이해할 수 있는 사료이기도 하다.

## 다른 판본
조선에서 미상의 작가가 구운몽을 기본으로 하여 내용을 부풀린 판본으로 9권 9책의 《구운기》(九雲記)가 영남대학교에서 소장중이고, 19세기 청나라에서 개작한 10권 10책의 《구운루》(九雲樓)가 있다. 일본에도 메이지 시대에 《몽환》(夢幻)이라는 제목으로 번안해 소개되었다.

## 등장 인물

### 현실
- 성진

육관대사의 제자 중 한 명. 20세에 출가하여 부처의 제자가 되었다. 그러나 육관대사가 대신 보낸 용궁에서 용왕의 권유로 술을 마시고, 돌아오는 길에 팔선녀를 희롱하는 등 세속에 물든 자이다. 성진이 절에 돌아와서 부처님의 말씀이 아닌, 여자 생각이나 하는 꼴을 보고는 저승에서 힘이 센 역사들을 두 분이나 오도록 하여 부처님의 세계에서 추방한다.
- 육관대사

서역(인도)에서 불법을 전파하기 위해 중국에 와 남악 형산에 절을 세우고 수많은 제자를 양성한다.

### 꿈
- 성진 →양소유

자는 천리. 육관대사의 제자인 성진이 환생하여 태어났다. 다시 태어날 때는 자신이 성진이라는 의식이 있었지만 시간이 지나면서 잊어버린다. 아버지가 신선이 되어 승천해버리는 바람에 어머니 혼자 양소유를 길러낸다. 능력이 출중해서 장원 급제에 토번을 물리쳐 나라의 영웅이 되었으며, 승상에 오르고 2처 6첩을 거느린다.
- 양 처사

양소유의 아버지로, 신선이며, 가족을 버리고 우화등선하러 집을 나간다.
- 유 부인

양소유의 어머니.

#### 여덟 선녀의 꿈 속에서의 이름
- 진채봉

불심을 어지럽히는 죄를 짓고 인간으로 환생하게 된 팔선녀 중 한 명이다. 양소유가 과거를 보러 장안으로 상경하는 도중 가장 먼저 만나게 되는 팔선녀. 진나라 화주에서 모친을 일찍 여의고 부친을 홀로 모시고 있었다. 부친인 진 어사가 서울로 떠나 잠시 자리를 비워 진채봉이 혼자인 사이에, 산수를 즐기다 버드나무를 보며 시를 지어 읊는 양소유의 소리에 누각에서 봄잠을 자던 진채봉이 깨어 서로 눈이 맞는다.
- 계섬월

천하의 청루삼절이라는 세 명기 중 하나로, "강남의 만옥연, 하북의 적경홍, 낙양의 계섬월"이라 불릴 정도로 기생으로서 널리 명성을 떨쳤다.
- 정경패

대대로 정승을 한 높은 가문에서 태어났다. 정 사도의 딸. 재능과 미모, 양쪽 다 뛰어나다고 일컬어진다. 그러나 재상가의 처자인데다가 집안에 틀어박혀 외출을 안하기 때문에, 양소유가 정경패의 얼굴을 보기 위해 여장까지 해야 했고 난양공주가 정경패를 만나보려 할 때도 애를 먹는다. 특히 음률에 정통하여, 어머니인 최부인이 뛰어난 음악가를 데려와 정경패에게 그가 연주하는 곡조를 두루 평론하게 하여 풍류를 즐겼다. 이를 악용하여, 양소유가 정경패의 얼굴을 볼 계교를 짠다. 양소유가 여장을 하여 악공으로서 최부인을 찾아와 정경패의 얼굴을 보게 되는데, 도중에 이를 눈치챈 정경패는 얼굴이 붉어지며 뛰쳐나간다.
- 가춘운

정경패의 시종으로 정경패와는 친구, 혹은 그 이상의 관계이다.
- 적경홍

강남의 만옥연, 낙양의 계섬월과 함께 하북의 적경홍으로써, 천하의 청루삼절이라 일컬어지는 명기이다.
- 이소화

난양공주라고도 한다. 당 황제의 여동생.
- 심요연

양소유가 장군이 되어 토번 정벌을 위해 갔을 때 토번에서 보낸 자객이었으나, 천장에서 양소유를 노리다가 세숫대야에 비친 양소유를 보고 그만둔다.
- 백능파

동정호 용왕의 딸.

#### 그 외
- 월왕

황제의 동생이며 이소화의 작은 오빠.
- 만옥연

월왕의 첩으로, 연회에서 백능파의 곡을 똑같이 연주한다.
- 두운선

월왕의 첩.
- 설교아

월왕의 첩.
- 해연연

월왕의 첩.

## 줄거리
주인공 성진은 속세를 떠나 도를 닦는 승려이다. 어느 날 당나라의 황제의 부탁으로 궁에 들렀다가, 궁녀 양소유로 다시 태어나는 꿈을 꾸게 된다. 꿈 속에서 양소유는 문무를 겸비한 절세의 미남자로, 황제의 총애를 받아 벼슬에 오르고, 팔선녀라 불리는 여덟 명의 절세 미녀들과 사랑을 나누며 부귀영화를 누린다. 하지만 이 모든 것이 꿈이었음을 깨닫고, 다시 성진으로 돌아온다. 꿈에서 본 세상의 영화가 덧없음을 깨달은 성진은 진정한 도의 길을 가기로 결심한다.

## 같이 보기
- 홍길동전

## 관련 문헌
- 정규복·진경환 역주, 《구운몽》, 고려대학교 민족문화연구소, 1996년
- 김대현, 《조선시대 소설사 연구》, 국학자료원, 1996년
- 박병완, <구운몽의 연구사적 고찰>, 《고전문학연구》3, 한국고전문학연구회, 1986년
- 김무조, <서포소설의 연구>, 형설출판사, 1974년
- 김병국, <구운몽 저작시기 변증>, 《한국학보》51, 일지사, 1988년